# Pleistocenul timpuriu
| Subdiviziunile Cuaternarului | Subdiviziunile Cuaternarului | Subdiviziunile Cuaternarului | Subdiviziunile Cuaternarului | Subdiviziunile Cuaternarului |
| Perioadă                     | Epocă                        | Vârstă                       | Vechime (milioane ani)       | Vechime (milioane ani)       |
| ---------------------------- | ---------------------------- | ---------------------------- | ---------------------------- | ---------------------------- |
| Cuaternar                    | Holocen                      | Meghalayan                   | 0                            | 0,0042                       |
| Cuaternar                    | Holocen                      | Northgrippian                | 0,0042                       | 0,0082                       |
| Cuaternar                    | Holocen                      | Greenlandian                 | 0,0082                       | 0,0117                       |
| Cuaternar                    | Pleistocen                   | 'Tarantian'                  | 0,0117                       | 0,126                        |
| Cuaternar                    | Pleistocen                   | 'Chibanian'                  | 0,126                        | 0,781                        |
| Cuaternar                    | Pleistocen                   | Calabrian                    | 0,781                        | 1,80                         |
| Cuaternar                    | Pleistocen                   | Gelasian                     | 1,80                         | 2,58                         |

Pleistocenul timpuriu (sau Pleistocenul inferior) reprezintă prima parte a  epocii Pleistocen, perioadă care a durat aproximativ 1,8 milioane de ani. Acesta este o denumire veche, în prezent în momenclatorul Comisiei Internaționale de Stratigrafie Pleistocenul este subdivizat în patru vârste: Gelasian, Calabrian, Chibanian și Tarantian.
Termenul „Pleistocenul timpuriu“ este de obicei folosit pentru a uni cele două vârste ale Pleistocenului inferior: Gelasian și Calabrian.. Acest interval de timp a început în urmă cu aproximativ 2,588 ± 0.005 milioane de ani și s-a terminat în urmă cu aproximativ 0,781 ± 0.005 milioane de ani..